# Joel Rakotomalala
Joel Rakotomalala, född 29 mars 1929 i Toliara, Madagaskar, död 30 juli 1976 i Antsirabe, Madagaskar var Madagaskars premiärminister från den 11 januari till den 30 juli 1976.